# División de Honor femenina de balonmano 2006-07
La temporada 2006-07 de la Liga ABF fue la 50.ª edición de la Liga ABF de balonmano femenino. Las jugadoras del Cementos la Unión Ribarroja se proclamaron campeonas por segunda vez en su historia, revalidaando el título conseguido la campaña anterior y continuando una racha de 30 temporadas seguidas en las que la competición la ganaba un equipo de la Comunidad Valenciana.
En tanto que los dos últimos equipos clasificados que fueron el Fermafix Lleida y el Quintercon Perdoma descendieron a la Primera División.

## Sistema de competición
Participaron catorce escuadras que se enfrentan entre ellas en modalidad todos contra todos, en dos partidos de ida y vuelta, haciendo así un total de 26 jornadas. Cada victoria otorga 2 puntos, el empate 1 punto y en caso de derrota no se obtiene ninguno. Si una vez finalizada la competición existe igualdad de puntos entre dos o más equipos se realizará el desempate atendiendo a los enfrentamientos directos en primer lugar, siendo la diferencia de goles el segundo criterio de desempate en caso de ser necesario.
El primer clasificado tenía acceso a la siguiente edición de la EHF Copa de Europa, al igual que el subcampeón, teniendo que pasar este una ronda previa. Las 3ª y 4ª clasificadas de la Liga ABF tenían acceso a la Copa EHF y el ganador de la Copa de la Reina 2007 obtenía una plaza en la próxima edición de la Recopa de Europa.
Los equipos clasificados en las dos últimas posiciones al final de la temporada descendieron a la Primera División, siendo reemplazados por los dos mejores equipos de esta en la siguiente campaña.

## Equipos participantes
| Equipo                      | Localización        | Estadio                                        | Capacidad |
| --------------------------- | ------------------- | ---------------------------------------------- | --------- |
| Mar Alicante                | Alicante            | Pabellón Colegio Agustinos                     | 600       |
| Astroc Sagunto              | Sagunto             | René Marigil                                   | 600       |
| Orsan Elda Prestigio        | Elda                | Polideportivo Ciudad de Elda Florentino Ibáñez | 2 000     |
| Cementos La Unión Ribarroja | Ribarroja del Turia | Pabellón de Deportes de Ribarroja              | 634       |
| C. B. Roquetas              | Roquetas de Mar     | Pabellón Municipal Infanta Cristina            | 1 500     |
| Vícar Goya Almería Jarquil  | Vícar               | Pabellón Municipal de Vícar                    | 1 500     |
| C. B. Ro'casa               | Telde               | Pabellón Insular Antonio Moreno                | 600       |
| Quintercon Perdoma          | La Orotava          | Pabellón de La Orotava                         | 500       |
| Farho Gijón                 | Gijón               | Pabellón de Deportes La Tejerona               | 900       |
| Marina Park                 | Santander           | Pabellón Municipal de La Albericia             | 4 000     |
| León CLEBA                  | León                | Palacio de los Deportes de León                | 6 000     |
| Fermafix Lleida             | Lérida              | Pabellón Barris Nord                           | 6 100     |
| Itxako Navarra              | Estella             | Polideportivo Lizarrerría                      | 2 800     |
| Akaba Bera Bera             | San Sebastián       | Polideportivo Municipal Bidebieta              | 682       |

## Clasificación
| Puesto | Equipo                      | PJ | G  | E | P  | GF  | GC  | Dif  | Pts | Clasificación o descenso              |
| ------ | --------------------------- | -- | -- | - | -- | --- | --- | ---- | --- | ------------------------------------- |
| 1      | Cementos La Unión Ribarroja | 26 | 23 | 1 | 2  | 742 | 567 | 175  | 47  | Campeonas, clasifican a EHF Champions |
| 2      | Astroc Sagunto              | 26 | 22 | 1 | 3  | 906 | 585 | 321  | 45  | Ronda clasificatoria EHF Champions    |
| 3      | Orsan Elda Prestigio        | 26 | 21 | 1 | 4  | 773 | 577 | 196  | 43  | Liga EHF                              |
| 4      | Itxako Navarra              | 26 | 20 | 2 | 4  | 670 | 512 | 158  | 42  | Liga EHF                              |
| 5      | Akaba Bera Bera             | 26 | 15 | 1 | 10 | 722 | 668 | 54   | 31  | Recopa de Europa                      |
| 6      | León CLEBA                  | 26 | 12 | 3 | 11 | 711 | 709 | 2    | 27  |                                       |
| 7      | C. B. Roquetas              | 26 | 13 | 1 | 12 | 650 | 643 | 7    | 27  |                                       |
| 8      | C. B. Ro'casa               | 26 | 11 | 3 | 12 | 631 | 650 | –19  | 25  |                                       |
| 9      | Mar Alicante                | 26 | 11 | 1 | 14 | 643 | 703 | –60  | 23  |                                       |
| 10     | Vícar Goya Jarquil          | 26 | 7  | 4 | 15 | 596 | 633 | –37  | 18  |                                       |
| 11     | Farho Gijón                 | 26 | 6  | 1 | 19 | 547 | 699 | –152 | 13  |                                       |
| 12     | Marina Park                 | 26 | 6  | 0 | 20 | 642 | 800 | –158 | 12  |                                       |
| 13     | Fermafix Lleida             | 26 | 4  | 1 | 21 | 558 | 785 | –227 | 9   | Descenso a Primera División           |
| 14     | Quintercon Perdoma          | 26 | 1  | 0 | 25 | 535 | 795 | –260 | 2   | Descenso a Primera División           |